# Luis Gálvez de Montalvo

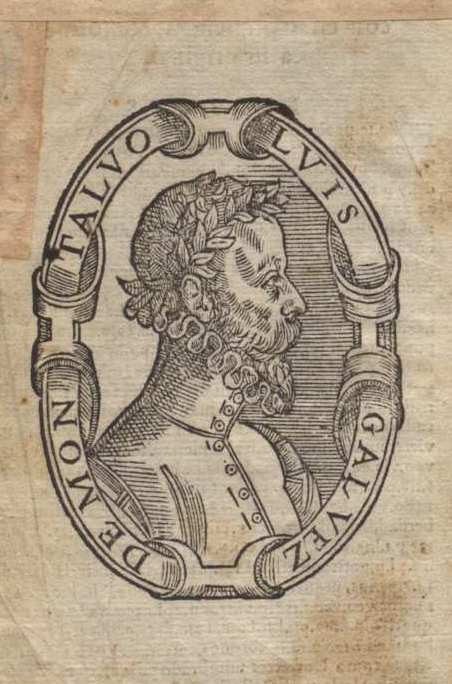
Luis Gálvez de Montalvo, retrato xilográfico del autor al frente de la edición de 1590 de El pastor de Filida. Biblioteca Nacional de España.

Luis Gálvez de Montalvo (Guadalajara, bautizado el 18 de febrero de 1549 - Palermo, 1591) fue un poeta, escritor y traductor español.

## Biografía
Sus ascendientes procedían de las riberas del Adaja, probablemente de Arévalo. Su padre sirvió al marqués de Coria y él mismo estuvo al servicio de la familia del duque del Infantado, y más en concreto de don Enrique de Mendoza y Aragón, que aparece en su novela pastoril bajo el nombre de Mendino. Estudió en Madrid con el humanista Juan López de Hoyos, y así tuvo como condiscípulo a Miguel de Cervantes, de quien fue gran amigo; Cervantes alabará más adelante sus obras, propias de un «muy discreto cortesano», y añadirá tiempo después que "había sido más confiado que dichoso " en su Coloquio de los perros, tal vez por haberse enamorado locamente de una inalcanzable dama a la que llamó Fílida en sus versos y en su prosa. Era una joven beldad andaluza, quizá, como conjetura Francisco Rodríguez Marín, Magdalena Girón, hermana del primer duque de Osuna, casada con el Marqués de Torrenovas después de haber sido pretendida contra su voluntad por su cuñado, viudo de su hermana y que pidió infructuosamente para ello una dispensa al Papa; pero esta identificación ha sido recusada críticamente por Gregorio Marañón y Juan Bautista Avalle-Arce; Fílida fue, en todo caso, el amor de su vida.
Tal vez para huir de la desesperación de haberse visto rechazado, marchó a la guerra de Granada, es decir, en la rebelión de los moriscos en las Alpujarras, donde recibió dos graves heridas de las que sanó. Este suceso le llevó a componer Las doce elegías de Cristo como promesa dada a la Virgen de la Varga. Muy joven aún (1582), publicó una singular novela pastoril, El pastor de Fílida, que fue muy bien recibida; en ella no hay relatos intercalados y se intenta modernizar el género acercándolo al de la novela cortesana; posee un neoplatonismo amoroso bien asimilado y unos excepcionales versos de arte menor. 

Pastora, tus ojos bellos / mi cielo puedo llamallos, / pues en llegando a mirallos, / se me pasa el alma a ellos... / Filida, tus ojos bellos, / al que se atreve a mirallos, / muy más fácil que alaballos, / le será morir por ellos... / Son ojos verdes, rasgados, / en el revolver süaves, / apacibles sobre graves, / mañosos y descuidados

Francisco de Torres dijo sobre esta magna obra y su autor en su inédita Historia de Guadalajara:

Fue lucido ingenio, como lo demuestra aquel libro celebrado que hizo del Pastor de Filida, a donde debajo de la corteza de rústicos pastores, disfraza grandes señores, hijos de Guadalajara.

Bartolomé de Góngora lo llamó "soberano ingenio" en su erudito Corregidor sagaz (1656) y Gabriel López de Maldonado en su Cancionero (1586) le llama Pastor en una afectuosa epístola en tercetos.En su novela pastoril Gálvez de Montalvo introdujo su propia historia de amor. 
Sin embargo marchó a Italia a servir al futuro cardenal Ascanio Colonna en ese mismo año y allí emprendió diversas traducciones poéticas: el gran poema épico de Torcuato Tasso, La Jerusalén liberada, y Las lágrimas de San Pedro de Luigi Tansillo, de las cuales solo nos ha quedado la segunda, seguramente porque la primera quedaría incompleta a su muerte. Aún estaba en Italia cuando, en carta de 13 de julio de 1587, envía un soneto desde Roma al duque de Francavila. Murió ahogado en Palermo (Sicilia) en 1591, a causa de hundirse por sobrecarga un muelle de madera construido para recibir el virrey Diego Enríquez de Guzmán, conde de Alba de Liste, catástrofe que acabó con la vida de más treinta personas que cayeron al mar entre las cuales él estaba; no es cierta la hipótesis de que falleciera en realidad en 1614. Se sabe porque Lope de Vega aludió al hecho en su Laurel de Apolo y en un pasaje del primer acto de su comedia La viuda valenciana.

## Obras

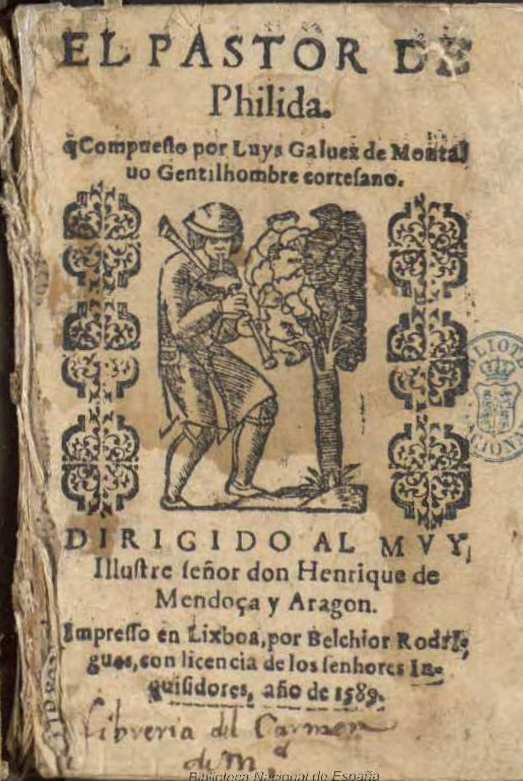
Portada de El pastor de Philida, Lisboa, 1589. Biblioteca Nacional de España.

Su principal obra es la novela pastoril El pastor de Fílida (Madrid, 1582), compuesta en siete libros y que tuvo un éxito sorprendente no sólo en España, sino también en el resto de Europa. En pocos años se reimprimió en Lisboa (1589), Madrid (1590 y 1600) y Barcelona (1613). Cervantes, en el escrutinio de la biblioteca de Don Quijote, la calificó de "joya preciosa" y dijo que su autor era "muy discreto cortesano". Juan Antonio Mayáns, (hermano de Gregorio) la reimprimió en 1792 con un excelente y erudito prólogo. Más recientemente, en el tomo VII de la Nueva Biblioteca de Autores Españoles, recogida por Marcelino Menéndez y Pelayo, se puede leer entre las páginas 399 y 484. En 1994, se reimprimió por el Ayuntamiento de Guadalajara.  Por último Miguel Ángel Martínez San Juan hizo una edición en su tesis doctoral de 1999 publicada en 2003.
Su acción se desarrolla en las orillas del Tajo, seguramente cerca de Toledo, y cuenta los amores del autor, bajo la máscara del pastor Siralvo, por Fílida, amores paralelos a los de su señor, Mandivo, por Elisa. Es, pues, como tantas novelas pastoriles, un roman à clef, una novela en clave, donde cada personaje encubre a una persona real, algo por otra parte habitual en las églogas pastoriles desde que Virgilio recurrió a estos procedimientos. Francisco Rodríguez Marín descifró todas las alusiones en un trabajo clásico sobre esta obra (La Fílida de Gálvez de Montalvo, discurso en la Academia de la Historia, 1927). 
Posee esta obra buenos versos, como el "Canto de Erión", que consiste en una especie de alabanza a las damas de la Corte, y una égloga representable. Pero son mejores aún las composiciones en versos cortos y en ellos aventaja incluso a Jorge de Montemayor. Es de gran interés para la crítica literaria una discusión habida en el libro sexto entre defensores de la escuela castellanista y la escuela italianizante en poesía lírica. En cuanto a su prosa, para Marcelino Menéndez y Pelayo "es una de las novelas pastoriles mejor escritas, aunque sea la menos bucólica de todas" a causa de anunciar ya la novela cortesana. Por otra parte, su lenguaje es algo afectado a causa de un incipiente conceptismo, sutil y amanerado, pero de buen gusto. Contra lo que la mayor parte de la crítica sostiene, existe neoplatonismo en la obra, pero completamente asimilado, como sostiene Miguel Ángel Martínez San Juan, de manera que no pueden encontrarse las fuentes habituales del mismo en otras novelas pastoriles; existe el amor neoplatónico tal y como lo teorizó Marsilio Ficino y lo recogieron en multitud de tratados posteriores, pero sin plagios ni traducciones de pasajes de tratadistas; se inserta en la tradición del amor neoplatónico que bebe también de otras fuentes, como la stilnovista, la cancioneril o la recogida por la novela sentimental, sin descuidar tampoco El Cortesano de Baltasar de Castiglione. 
En cuanto a las traducciones que emprendió en Italia, Las lágrimas de San Pedro (Lacrime di San Pietro) de Luigi Tansillo en quintillas aparecieron dentro de la antología de Esteban de Villalobos Tesoro de divina poesía (Toledo, 1587), pero parece posterior a su intento de verter la Jerusalén liberada de Torcuato Tasso en versos cortos, labor en la que estaba al menos en 1587. Lope de Vega se dolió de que no hubiese terminado su traducción de la magna obra del Tasso y de su muerte súbita en El Isidro.

## Ediciones
- El pastor de Fílida, Madrid, 1582. Se reimprimió en Lisboa (1589), Madrid (1590 y 1600) y Barcelona (1613); la sexta de Juan Antonio Mayáns (1792) incorpora un importante prólogo.
- Las lágrimas de San Pedro (traducción de Luigi Tansillo, Lacrime di San Pietro), publicada en la antología Tesoro de divina poesía de Esteban de Villalobos (Toledo, 1587).